# انری ویاوترس
انری ویاوترس (انگلیسی: Henri Weewauters; ۸ نوامبر ۱۸۷۵ – نامشخص) قایقران، و قایقران قایق بادبانی اهل بلژیک بود.